# جيمي مادسن
جيمي مادسن (بالدنماركية: Jimmi Madsen)‏ هو دراج دانمركي. شارك في دورة الألعاب الأولمبية الصيفية وفاز بميدالية أولمبية.

## روابط خارجية
- جيمي مادسن على موقع أرشيف الدراجات (الإنجليزية)
- جيمي مادسن على موقع إحصائيات الدراجات الإحترافية (الإنجليزية)
- جيمي مادسن على موقع أوليمبيديا (الإنجليزية)